# Katharina Huber
Katharina Huber (Leoben, 3 oktober 1995) is een Oostenrijkse alpineskiester. 

## Carrière
Tijdens de Olympische Winterspelen van 2022 werd zij 12e op de slalom en 5e op de combinatie. Ondanks dat Huber niet in actie kwam in de landenwedstrijd slalom ontving zij wel een medaille.

## Resultaten

### Olympische Winterspelen
| Jaar | Plaats | Resultaten                                   |
| ---- | ------ | -------------------------------------------- |
| 2022 | Peking | 12e Slalom · 5e Combinatie · landenwedstrijd |

### Wereldkampioenschappen
| Jaar | Plaats            | Resultaten               |
| ---- | ----------------- | ------------------------ |
| 2019 | Åre               | 7e Slalom                |
| 2021 | Cortina d'Ampezzo | DNF Slalom 7e Combinatie |

### Wereldbeker
Eindklasseringen
| Seizoen   | Algm | SL  | RS  | Parallel |
| --------- | ---- | --- | --- | -------- |
| 2015/2016 | 90e  | 34e | -   |          |
| 2016/2017 | 111  | 48e | -   |          |
| 2017/2018 | 82e  | 31e | -   |          |
| 2018/2019 | 65e  | 24e | -   |          |
| 2019/2020 | 61e  | 20e | 39e | 33e      |
| 2020/2021 | 58e  | 22e | -   | -        |
| 2021/2022 | 70e  | 33e | 35e | -        |